# Patricia
Patricia est un prénom féminin, fêté le 17 mars, venant du latin « patricius » qui signifie « patricien ».

## Variantes
- Patty, Pat, Patou, Patsy, Patricie, Patrix, Tricia, Trisha
- polonais : Patrycja
- italien : Patrizia
- Russe : Petrouchka

## Personnalités
- Patricia Loison (1971-), journaliste française
- Patricia Richardson (1951-), actrice et réalisatrice américaine.
- Patricia Clarkson (1959-), actrice américaine[1].
- Patricia Neal (1926-2010), une actrice américaine[1].
- Patricia Arquette (1968-), actrice américaine[1].
- Patricia Kaas (1966-), chanteuse française.
- Patricia Cornwell (1956-), écrivaine américaine.
- Patricia Highsmith (1921-1995), romancière américaine.
- Patricia Mayayo (1967-), universitaire espagnole.
- Patricia Briggs (1965-), écrivaine américaine.
- Patricia Lavila (1957-), chanteuse française.
- Patricia Heaton (1958-), actrice et productrice américaine[1].
- Patricia Tulasne (1959-), actrice et doubleuse canadienne[1].
- Patricia Chica (en)
- Patricia de Naples Sainte Patricia de Naples
- Patricia Beer (en)
- Patricia de Connaught
- Patricia Field
- Patricia Polacco (en)
- Patricia Bath
- Patricia Vezzuli (it)
- Patricia Neway
- Patricia Manterola chanteuse et actrice mexicaine
- Patricia Paquin actrice canadienne.
- Patricia Legrand actrice française pratiquant le doublage.
- Patricia (chanteuse)

## Titres
- Patricia est un film de Paul Mesnier sorti en 1942.
- Patricia est une chanson de Perry Como sortie en 1950.
- Patricia est une composition d'Art Pepper sortie en 1956.
- Patricia est une chanson de Pérez Prado de 1958, utilisée dans le film La dolce vita sorti en 1960.

## Lieux
- Patricia est un hameau du Comté de Newell, situé dans la province canadienne d'Alberta.

## Divers
- (436) Patricia est un astéroïde
- Patricia est genre d'insecte (connu sur le nom du Cerambycidae du Bénin)
- L’ouragan Patricia de 2015 est le cyclone tropical le plus intense jamais observé dans l'hémisphère occidental en termes de pression atmosphérique et de maximums de vents soutenus.
- Pendant l'été 2023, une tempête qui a pour nom Patricia a provoqué des vents forts sur toute la côte Atlantique.